# Vadölő (regény)

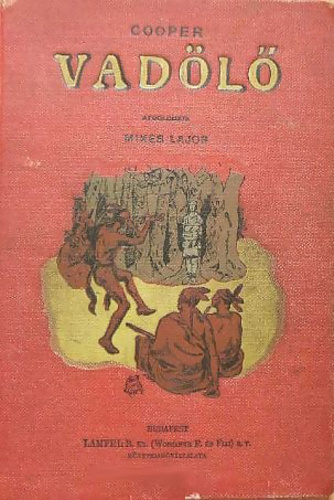
A Vadölő Mikes Lajos fordításában

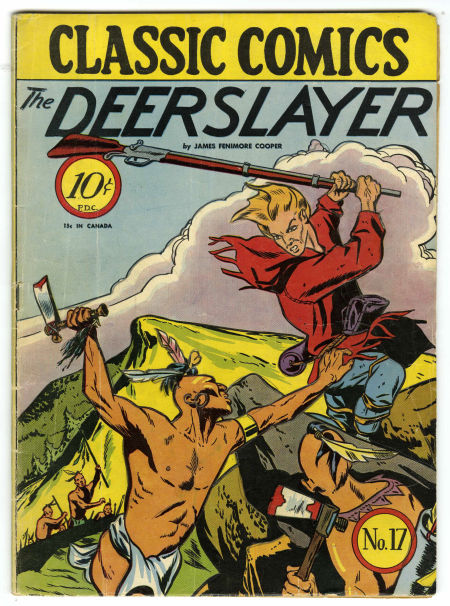
Classic Comics - The Deerslayer

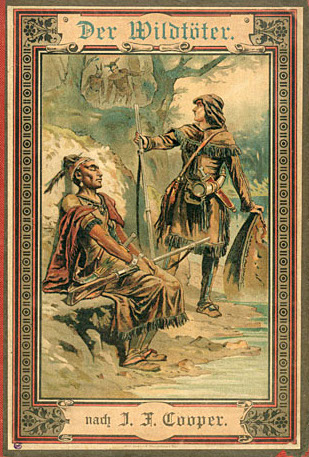
Az 1888-as német kiadás könyvborítója

A Vadölő (The Deerslayer) James Fenimore Cooper 1841-ben megjelent regénye, a Bőrharisnya-sorozat első része.

## Történet
|  | Alább a cselekmény részletei következnek! |

Vadölő, az ifjú fehér vadász, a delavár indiánok között nőtt fel, ők nevelték a vadonban való életre. A történet a Kristálytükör tó partján játszódik. A tavon él Thomas Hutter nevű öregember lányaival. Az angolok és franciák háborúja miatt, a franciákkal szövetséges irokéz indiánok betörnek a Kristálytükör vidékére, és végezni akarnak a Hutter családdal. Szerencsére éppen időben érkezik Vadölő és barátja, Csingacsguk, az ifjú mohikán főnök. Vadölő önvédelemből lelő egy indián felderítőt, haldokló ellenfele Sólyomszemnek nevezi el. A kaland során megvédik magukat az irokézekkel szemben, de a harc közben az irokézek megölik Thomas Huttert.
|  | Itt a vége a cselekmény részletezésének! |

## Fontosabb szereplők
- Natty Bumppo, Vadölő
- Csingacsguk mohikán törzsfőnök
- Thomas Hutter
- Judith és Hetty, Thomas Hutter lányai
- Henry March (becenevén „Hamary Harry” / „Hurry Harry”)

## Feldolgozások

### Film
- The Deerslayer (1913)[3] A főszerepeket Harry T. Morey és Wallace Reid játszották.
- The Deerslayer and Chingachgook (1920) Chingachgook szerepében Lugosi Béla látható a némafilmben.
- The Deerslayer (1943) Főszerepekben: Bruce Kellogg és Jean Parker.
- Vadölő(wd) (The Deerslayer), (1957), Lex Barker és Rita Moreno főszereplésével.
- Vadölő(wd) (Chingachgook, die große Schlange), (1967) NDK-kalandfilm, a főszerepben Gojko Mitić.[4]
- A vadölő (Der Wildtöter), 1969-es NSZK–francia–osztrák–román film, főszereplő Hellmut Lange.[5][6]
- Зверобой (1990) Szovjet változat.

### Képregény
- Classic Comics - The Deerslayer (17. szám)